# Sport dans les Yvelines
Le sport dans les Yvelines se pratique dans de nombreuses disciplines sportives, animées par des clubs et associations sportives, et donne lieu à diverses compétitions. Le département des Yvelines offre des infrastructures sportives diversifiées et compte un certain nombre de sportifs de haut niveau.

## Infrastructures

### Stades de football
Les principaux stades yvelinois sont le Stade Montbauron (tribunes de 7 545 places) à Versailles, le Stade Jean-Paul David (tribune de 2 500 places) à Mantes-la-Jolie et le Stade Aimé-Bergeal (tribune de 2 381 places) à Mantes-la-Ville. Dans les années 2020, le Paris Saint-Germain FC fait construire une quinzaine de terrains d’entraînement avec un stade de 5 000 places à Poissy.
Le Centre technique national Fernand-Sastre, centre de formation spécialisé dans le football, administré par la Fédération française de football, est installé à Clairefontaine-en-Yvelines dans le domaine de Montjoye depuis 1988.

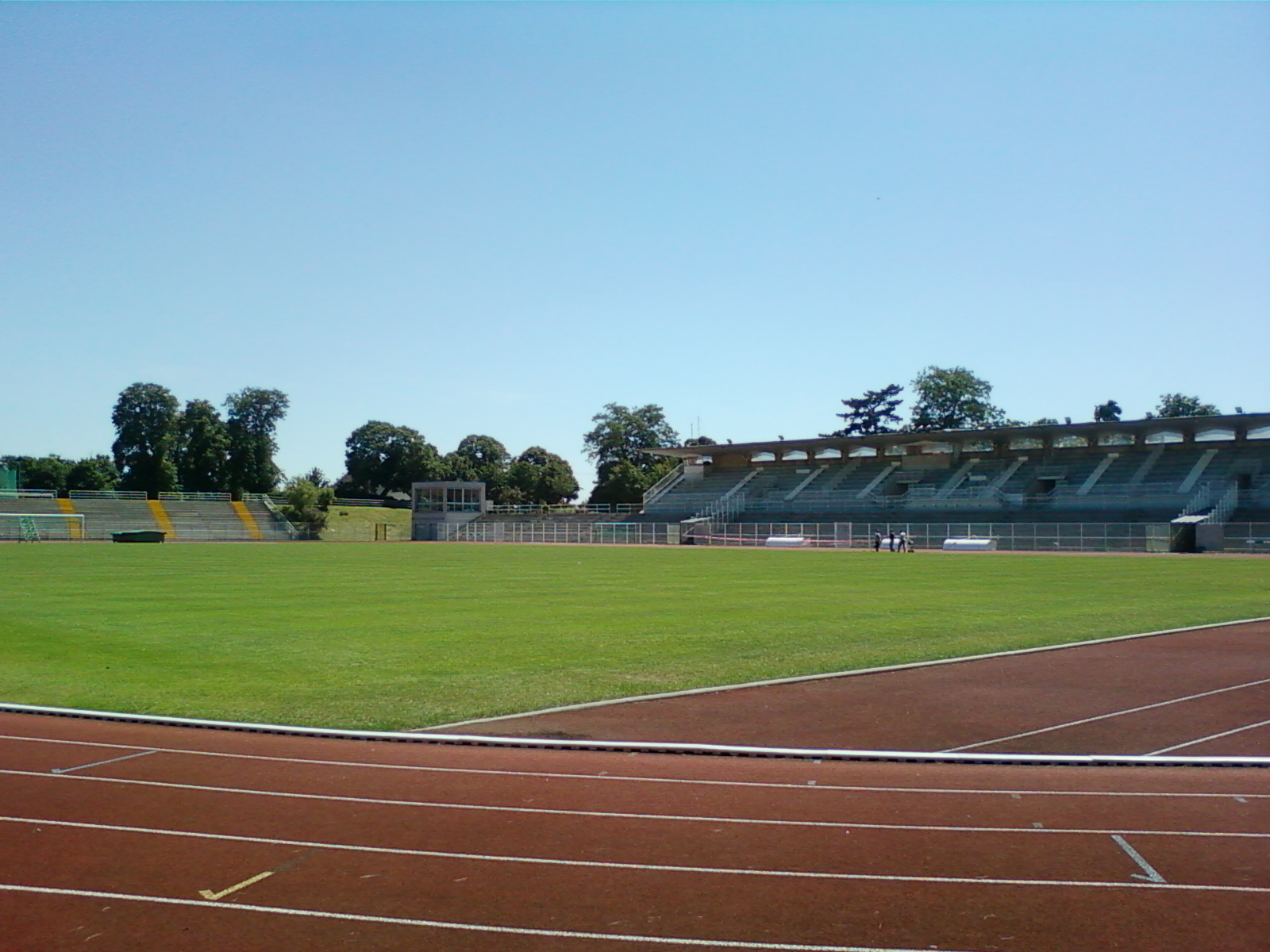
Stade Montbauron
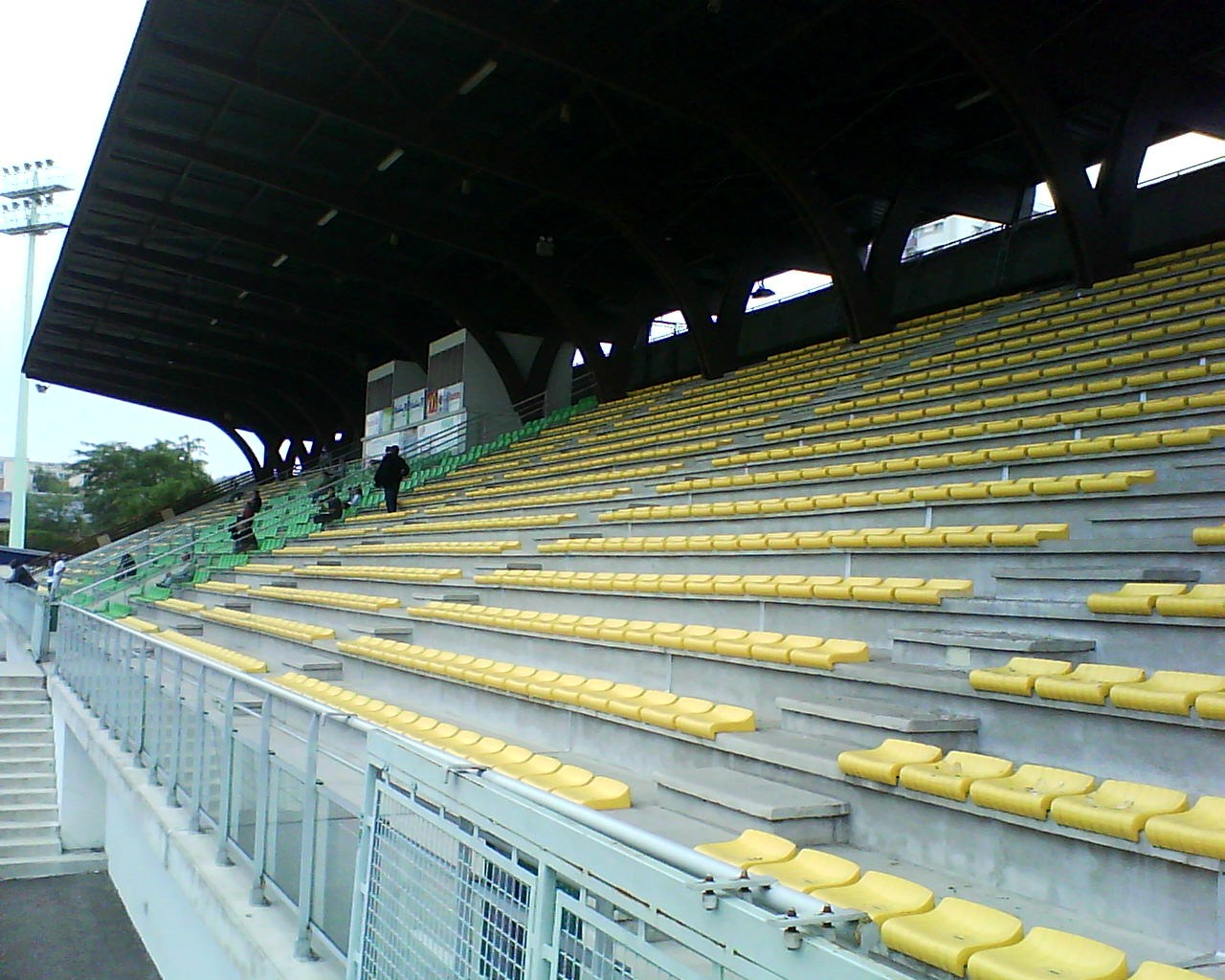
Stade Aimé-Bergeal
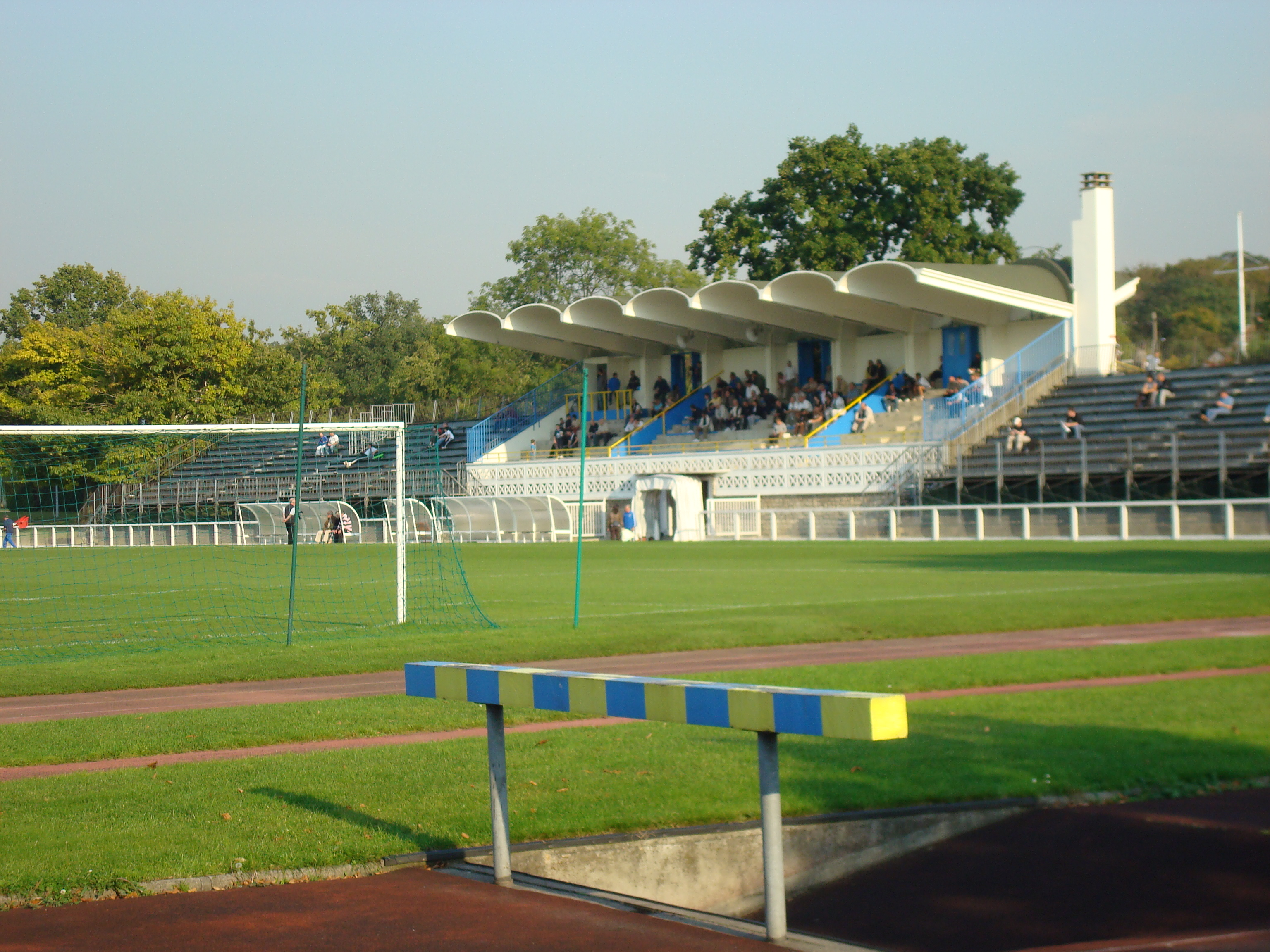
Stade Léo-Lagrange
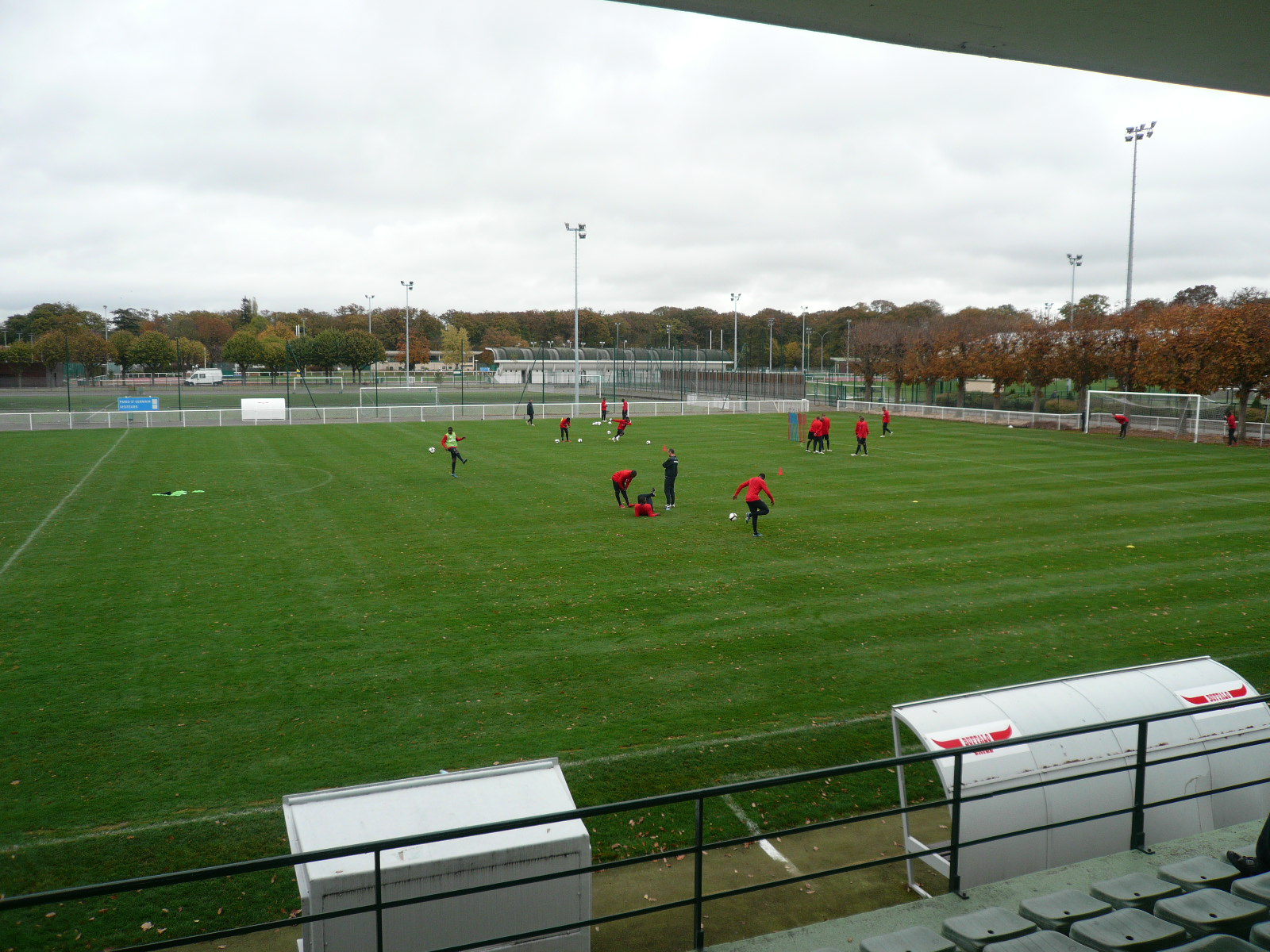
Stade Georges-Lefèvre

### Les bases régionales de plein air et de loisirs
Le département dispose de trois bases régionales de plein air et de loisirs, créées sous l'égide de la Région et implantées autour de plans d'eau. L'une à Saint-Quentin-en-Yvelines autour de l'étang du même nom, les deux autres en bordure de Seine, à Verneuil-sur-Seine (base du Val-de-Seine) et à Moisson (base des Boucles de Seine). Ces bases permettent de pratiquer diverses activités de plein air et notamment des sports nautiques tels que la baignade, la voile, la planche à voile, le ski nautique ou le canoë-kayak.

## Jeux olympiques

### Jeux olympiques de 1900

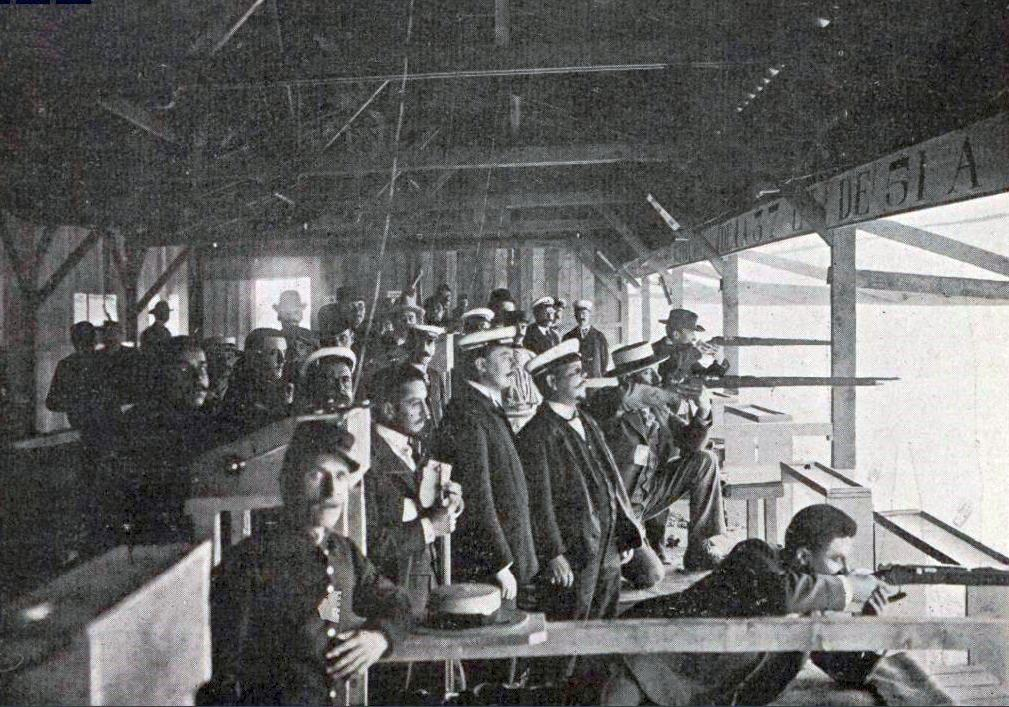
Un stand de tir semi-couvert à Satory lors des JO de 1900.

Certaines épreuves des Jeux olympiques d'été de 1900 se sont tenues à Meulan ainsi qu'à Versailles. Les épreuves de tir aux armes de guerre se disputent au camp militaire de Satory, à Versailles. L'Union des sociétés de tir de France y construit les infrastructures nécessaires sur un terrain prêté par l'armée. À Meulan, les compétitions de voile ont lieu sur la Seine.

### Jeux olympiques de 1924
Les épreuves de tir de chasse (cerf) se déroulent au stand du Tir national de Versailles tandis les régates de voile se disputent à Meulan.

### Jeux olympiques de 2024
Le département accueillera 7 disciplines sportives lors des Jeux olympiques d'été de 2024. En l’occurrence le golf à Guyancourt, le pentathlon moderne à Versailles et à Montigny-le-Bretonneux, le cyclisme sur route à Versailles, le cyclisme sur piste au vélodrome national à Montigny-le-Bretonneux, le BMX à l’île de loisirs de Saint-Quentin-en-Yvelines, le VTT à la colline d’Elancourt ainsi que l’équitation au château de Versailles.
Les Yvelines seront aussi hôtes de 2 sites paralympiques. Le parc du château de Versailles accueillera le para-équitation tandis que le vélodrome national de Saint-Quentin-en-Yvelines servira de théâtre pour les épreuves de para-cyclisme sur piste.

## Sports

### Football
En Football, le District des Yvelines de football compte près de 40 000 licenciés, soit plus de 16 % du nombre total de licenciés en football en Île-de-France (chiffres de 2019/2020).
L'équipe phare du département est le Paris Saint-Germain FC, vainqueur de la Coupe des Coupes en 1996, champion de France à 11 reprises et vainqueur de la Coupe de France à 14 reprises. L'autre club phare du département est le FC Versailles 78, qui évolue en National. 
Chez les filles, le Paris Saint-Germain FC (féminines) est le seul représentant yvelinois qui évolue en D1. Un autre club yvelinois évolua en D1 : le CNFE Clairefontaine (féminines) de 2002 à 2007.

### Baseball
En Baseball, le club phare est les Cougars de Montigny qui évolue en D1 et eu les honneurs d'un article du Los Angeles Times.

### Basket-ball
En Basket-ball, les principaux clubs sont le Poissy Yvelines Basket qui évolua en Pro B de 1994 à 2001, et l'ESC Trappes SQ Yvelines qui évolue en N2 depuis 2007.

### Cyclisme
Plusieurs villes des Yvelines ont accueilli des étapes du Tour de France : Versailles à quinze reprise entre 1958 et 1977, Rambouillet en 1966, Saint-Germain-en-Laye en 1978, Saint-Quentin-en-Yvelines en 1986. La dernière étape du Tour a à maintes reprises emprunté la « côte des 17 tournants » dans la vallée de Chevreuse.
Le département dispose du Vélodrome de Saint-Quentin-en-Yvelines depuis 2013.

### Équitation et course hippiques
L'équitation est largement pratiquée dans les Yvelines, premier département français par le nombre de licenciés (20 400 en 2007), et dispose de nombreuses infrastructures (centres équestres, haras, chemins de randonnée dédiés à l'équitation, hippodromes).
Pour favoriser le développement des activités équestres dans le département, un accord de partenariat a été conclu en décembre 2007 entre le Conseil général des Yvelines et les haras nationaux.
L'hippodrome de Maisons-Laffitte est le plus grand d'Île-de-France et dispose d'une ligne droite longue de 2 000 mètres. Exploité par France Galop, il est spécialisé en courses de plat et accueille une trentaine de réunions par an ainsi que diverses manifestations. Il existe également un Hippodrome à Rambouillet.

### Football américain
En Football américain, le club principal est les Templiers 78 d'Elancourt, quart de finaliste de l'Eurobowl en 2009. À un degré moindre on trouve les Lycans des Mureaux en D3.

### Golf

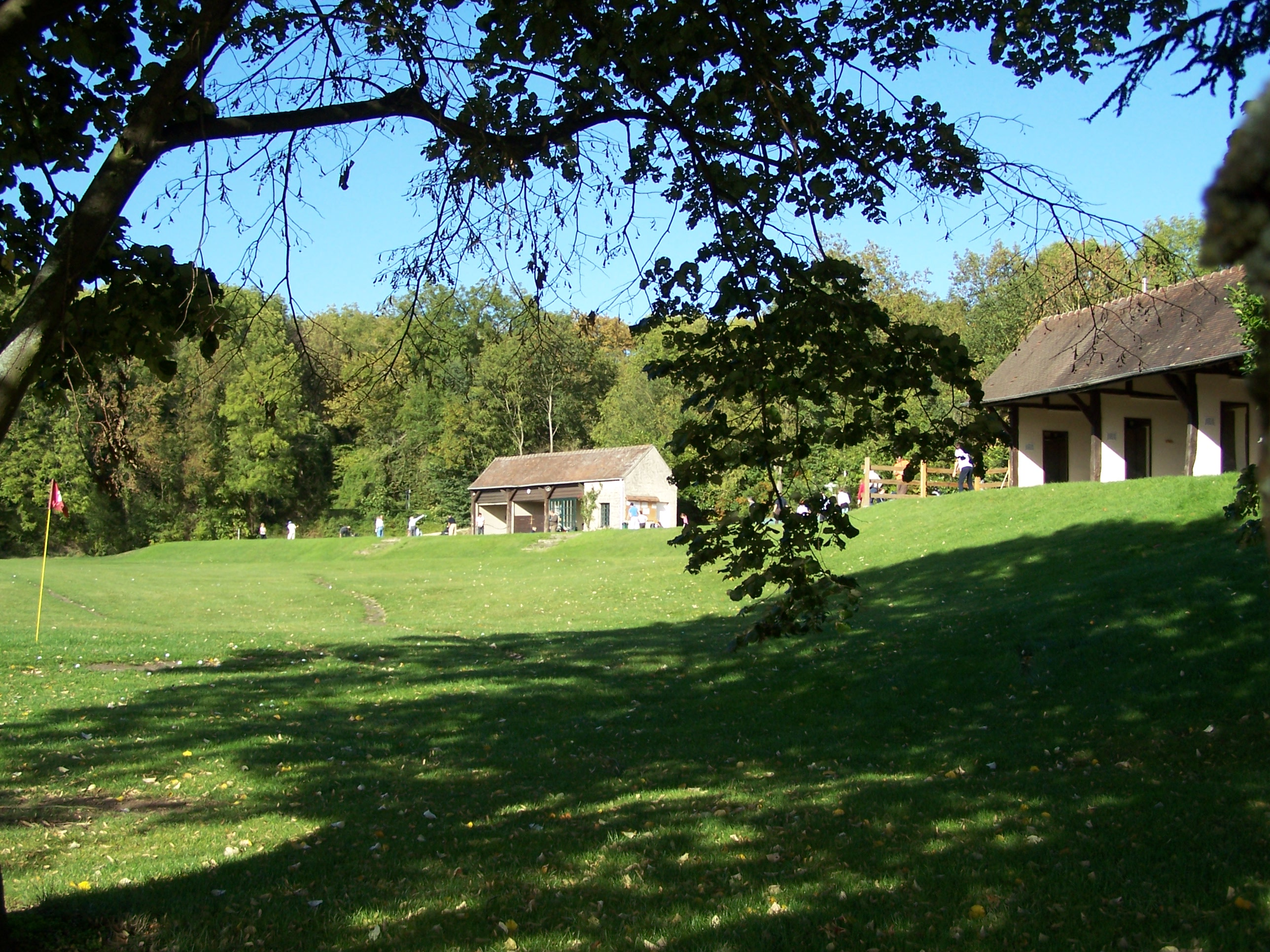
Golf de Saint-Nom-la-Bretèche

Il existe dans le département 25 terrains de golf publics ou privés. Celui de Saint-Nom-la-Bretèche a accueilli diverses compétitions, dont le Trophée Lancôme jusqu'en 2003, tandis que le Golf national, construit en 1991 à Guyancourt par la Fédération française de golf accueille chaque année l'Open de France sur le parcours de l'« Albatros ».

### Hockey sur gazon
En Hockey sur gazon, le Saint-Germain-en-Laye Hockey Club est l'un des meilleurs club de France avec quatre titres de champion de France chez les hommes et deux titres chez les femmes.

### Hockey sur glace
En Hockey sur glace, le département vit évoluer en D1 de 2002 à 2008 l'Union Sportive Le Vésinet Hockey. À la suite de l'incendie de sa patinoire, le club cessa ses activités en 2008.

### Natation sportive
Le département compte 53 piscines permanentes, dont 13 centres aquatiques, et 65 piscines saisonnières ouvertes seulement en été. Les principales piscines sont la Piscine Montbauron (Versailles) avec pour club résident la Société de natation de Versailles (SNV), la Piscine olympique intercommunale de Saint-Germain-en-Laye et le centre aqualudique Les Bains de Seine Mauldre à Aubergenville.

### Rugby à XV
En rugby à XV, le département est notamment représenté par le Rugby Club de Versailles et le Plaisir rugby club.

### Sports mécaniques

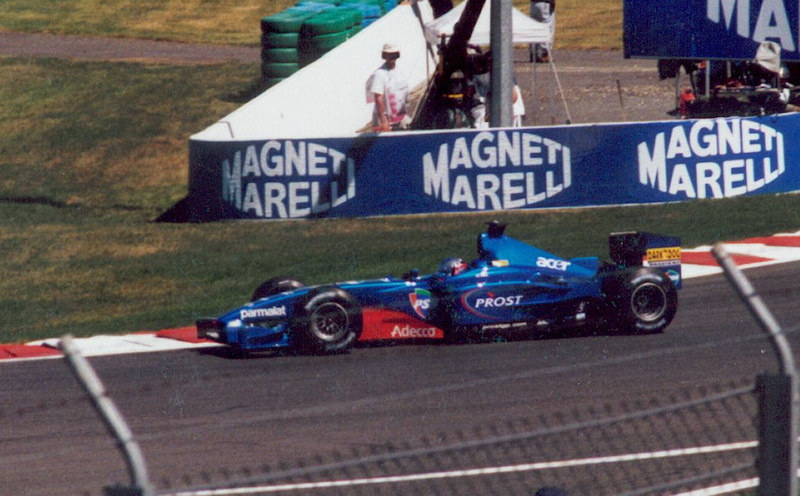
Jean Alesi au volant d'une Prost Grand Prix en 2001.

Dans l'Entre-deux-Guerres, de 1923 à 1936, la course automobile et motocycliste du « Bol d'or » est organisée sur le « circuit des Loges » dans la forêt de Saint-Germain-en-Laye.
En Formule 1, l'écurie Prost Grand Prix installa son siège social à Guyancourt. Après la faillite de l'écurie en 2001, les locaux de l'usine furent vendus à RTE une filiale d'EDF.

## Les clubs omnisports
Vingt-quatre clubs omnisports sont recensés dans les Yvelines par la Fédération française des clubs omnisports  :
- Andrésy : Gymnastique club d'Andrésy (GCA)
- Bonnières-sur-Seine : Association sportive de Bonnières et environs (ASBE)
- Bouafle : Association sportive de Bouafle (ASB)
- Buchelay : Club omnisports de Buchelay (CODB)
- Chambourcy : Association sportive municipale de Chambourcy (ASMC)
- Conflans-Sainte-Honorine : Union sportive de Conflans-Sainte-Honorine (USC)
- L'Étang-la-Ville : Association sportive de L'Étang-la-Ville (ASEV)
- Fontenay-le-Fleury : Association sportive de Fontenay-le-Fleury (ASFF)
- Gargenville : Club omnisports de Gargenville (COG)
- Les Clayes-sous-Bois : Union sportive municipale des Clayes-sous-Bois (USMC)
- Les Mureaux : Entente sportive de l'Aérospatiale (ESAM)
- Magnanville : Entente sportive magnanvilloise (ESM)
- Mantes-la-Jolie : Association sportive mantaise (ASM)
- Mantes-la-Ville : Club Athlétique de Mantes-la-Ville (CAMV)
- Le Mesnil-Saint-Denis : Association sportive du Mesnil-Saint-Denis (ASMD)
- Montigny-le-Bretonneux : Association sportive de Montigny-le-Bretonneux (ASMB)
- Porcheville : Association sportive de Porcheville (ASP)
- Rosny-sur-Seine : Club sportif municipal rosnéen (CSMR)
- La Queue-les-Yvelines : Union sportive des Yvelines (USY)
- Saint-Arnoult-en-Yvelines : Union sportive de Saint-Arnoult-en-Yvelines (USSA)
- Saint-Cyr-l'École : Club athlétique omnisports saint-cyrien (CAO)
- Le Vésinet : Union sportive du Vésinet (USV)
- Viroflay : Union sportive municipale de Viroflay (USMV)

## Principales compétitions
Les Yvelines accueillent et organisent de nombreuses compétitions.
En athlétisme, la commune de Houilles organise tous les ans à l'occasion de la Saint-Sylvestre une course pédestre de 10 km, la corrida de Houilles. Parmi les épreuves, la « course des As » attire des participants internationaux de haut niveau.
La Course Paris-Versailles, course pédestre organisée par l'association « Paris-Versailles Association », se dispute chaque année fin septembre entre Paris (Tour Eiffel) et Versailles (Château) sur  16,9 kilomètres, et attire environ 20 000 participants.
La marche Paris-Mantes, organisée chaque année fin janvier depuis 1935 par l'association sportive mantaise (ASM), se déroule de nuit sur 54 km entre Boulogne-Billancourt et Mantes-la-Jolie. Elle réunit environ 3500 participants.
En cyclisme, la course Paris-Camembert traverse le département. L'épreuve phare locale est le Tour cycliste des Yvelines.
En Golf, le département accueille l'Open de France et le Trophée Lancôme.

## Sportifs

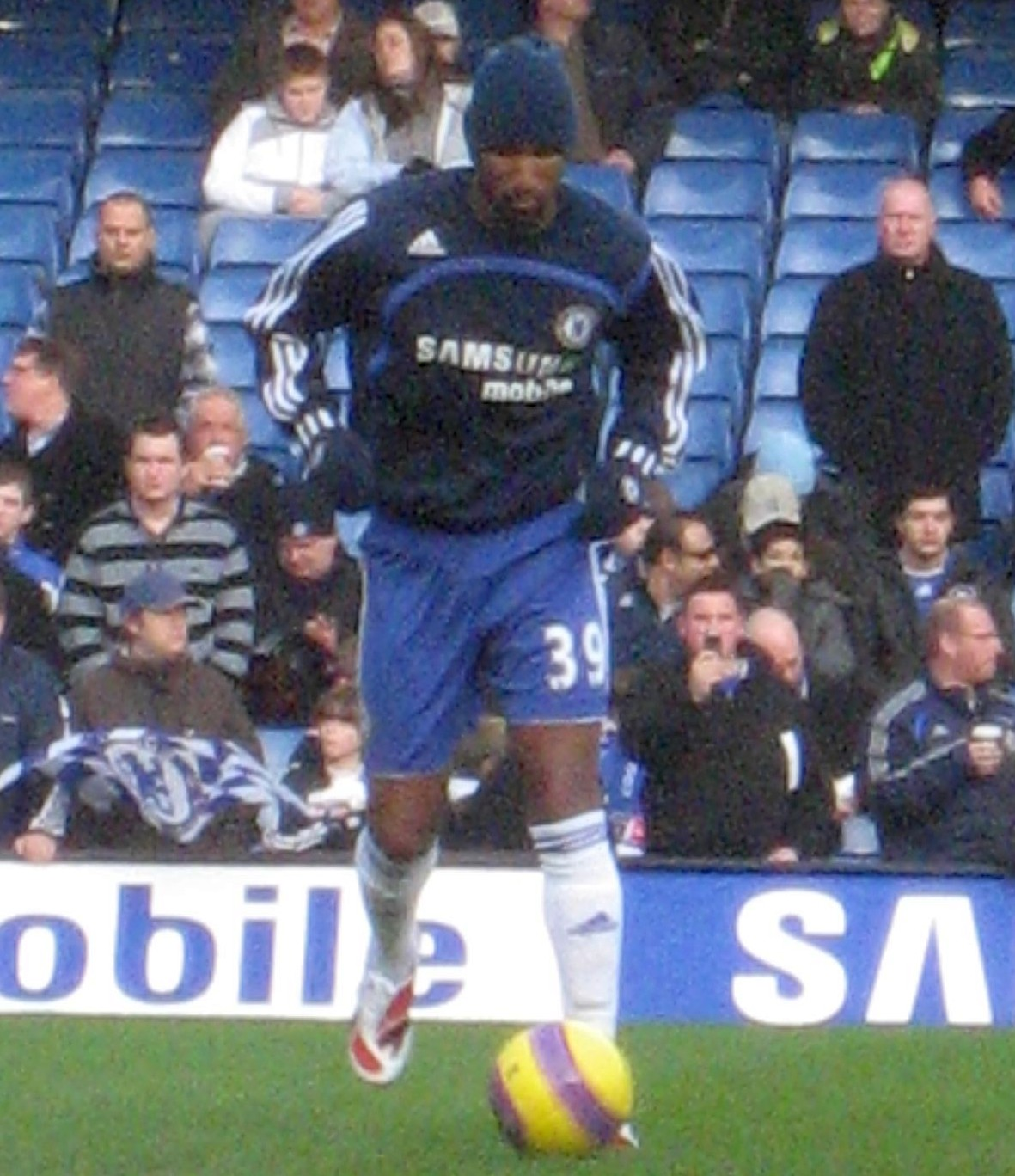
Anelka avec le numéro 39 (la moitié de 78, le numéro du département.

Parmi les principaux sportifs né et formés dans le département on trouve le footballeur Nicolas Anelka qui évolue en club et lors des amicaux de l'équipe de France avec le numéro 39 (car c'est la moitié de 78, le numéro du département). Citons également Sandy Casar, coureur cycliste professionnel ayant fait ses débuts avec l'équipe Jean Floch/Mantes.
En baseball, Frédéric Hanvi a été formé au Cougars de Montigny avant de partir jouer aux États-Unis.